# Pays-Bas aux Jeux olympiques d'été de 1952
Les Pays-Bas aux Jeux olympiques participent aux Jeux olympiques d'été de 1952, à Helsinki, en Finlande. En tout, 104 athlètes néerlandais, 78 hommes et 26 femmes, participent à 57 compétitions dans 14 sports. Ils y obtiennent cinq médailles d'argent.

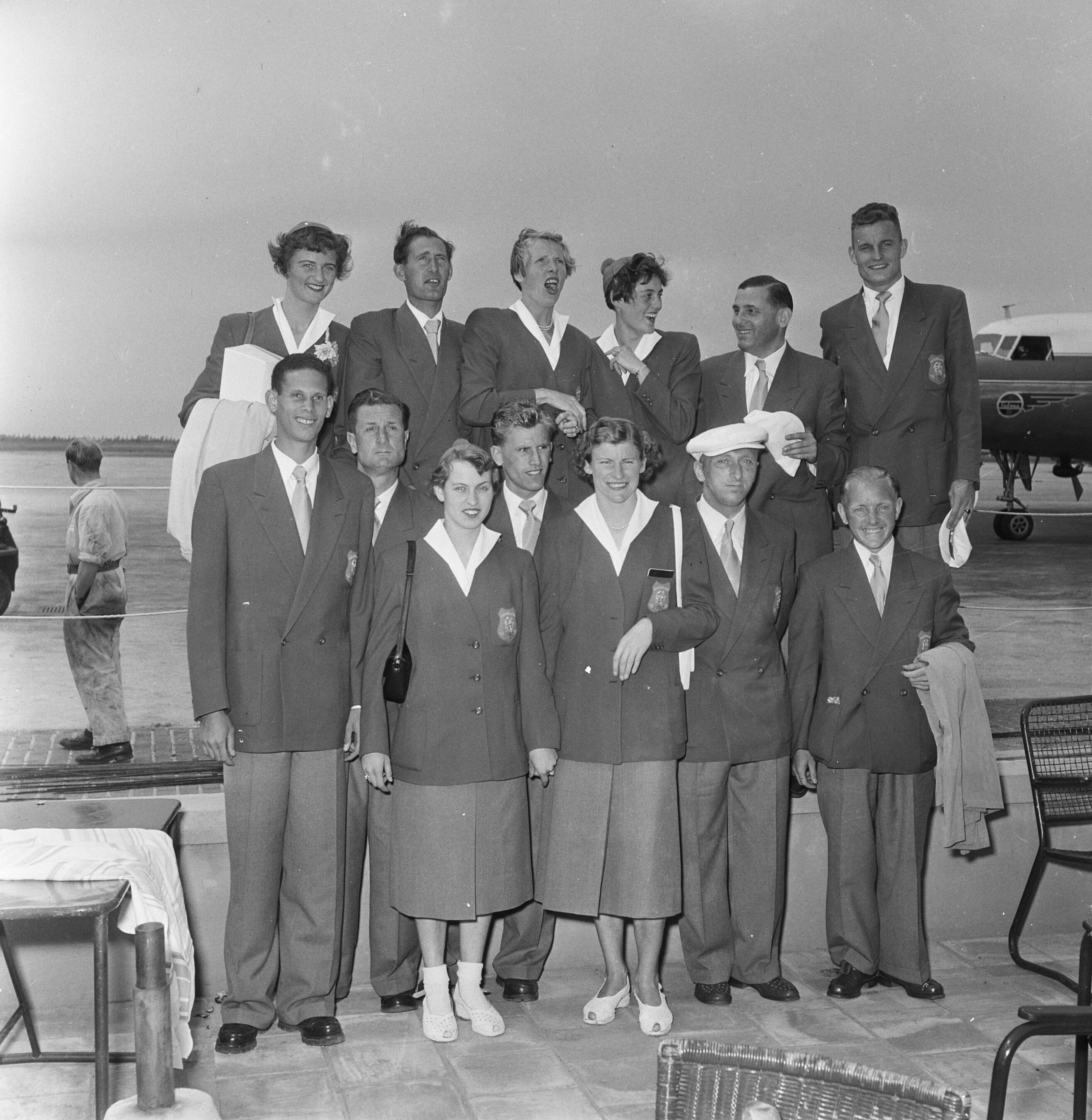
La délégation néerlandaise avant son départ pour Helsinki. Au premier plan, au centre,Bertha Brouwer qui remportera une médaille d'argent en Athlétisme, dans l'épreuve du 200 m.

## Tous les médaillés
| Sport                  | Discipline                         | Athlètes |
| Médailles d'argent : 5 |                                    | |
| Athlétisme             | 200 m femmes                       | Bertha Brouwer |
| Natation               | 100 m dos femmes                   | Geertje Wielema |
| Natation               | Relais 4 × 100 m nage libre femmes | Marie-Louise Linssen-Vaessen Koosje van Voorn Hannie Termeulen Irma Heijting-Schuhmacher                                                                   |
| Natation               | 100 m nage libre femmes            | Hannie Termeulen |
| Hockey sur gazon       |                                    | Laurentz Mulder Henri Derckx Johan Drijver Julius Ancion Willem van Heel Hermanus Loggere Edouard Tiel Rius Esser Jan Kruize Andries Boerstra Leonard Wery |

## Sources
- (fr) Tous les résultats de 1952 sur le site du Comité international olympique
- (en) Bilan sportif complet des Pays-Bas sur le site olympedia.org